# کلیسای ارتدکس یونانی

نماد و پرچم کلیسای ارتدوکس یونان

کلیسای ارتدکس یونانی (به یونانی: Ἑλληνορθόδοξη Ἑκκλησία) اصطلاحی در اشاره به چندین کلیسا از زیرشاخه‌های مستقل کلیسای ارتدکس شرقی است.
دیر کاترین مقدس در شبه‌جزیره سینا، متئورا در تسالی یونان و کوه آتوس در مقدونیهٔ یونان، نیایشگاه یوحنای قدیس در جزیره پاتموس یونان و بخش‌هایی از کلیسای مقبره مقدس در اورشلیم از مهم‌ترین مجموعه‌های متعلق به کلیسای ارتدکس یونان محسوب می‌شوند.

## اعیاد
پیروان کلیسای ارتدوکس یونان روز ۶ ژانویه را به عنوان روز میلاد عیسی مسیح جشن می‌گیرند.

## نگارخانه

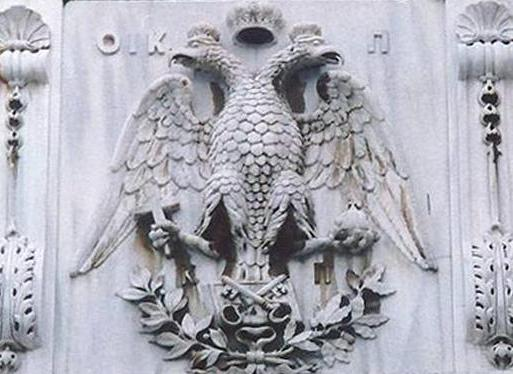
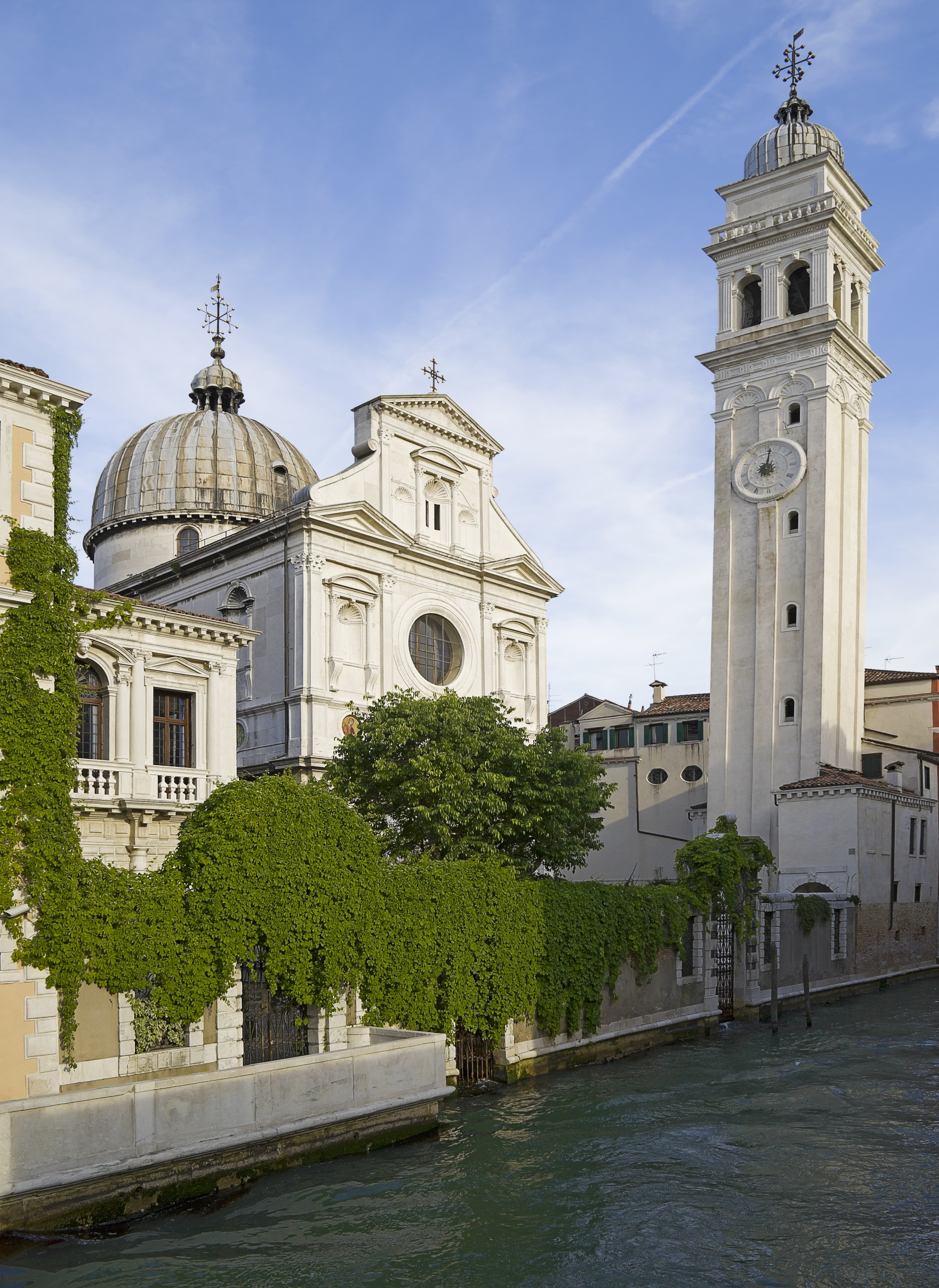
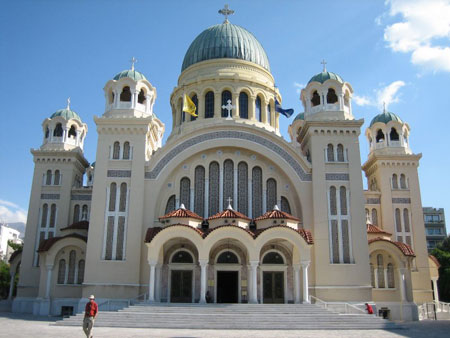
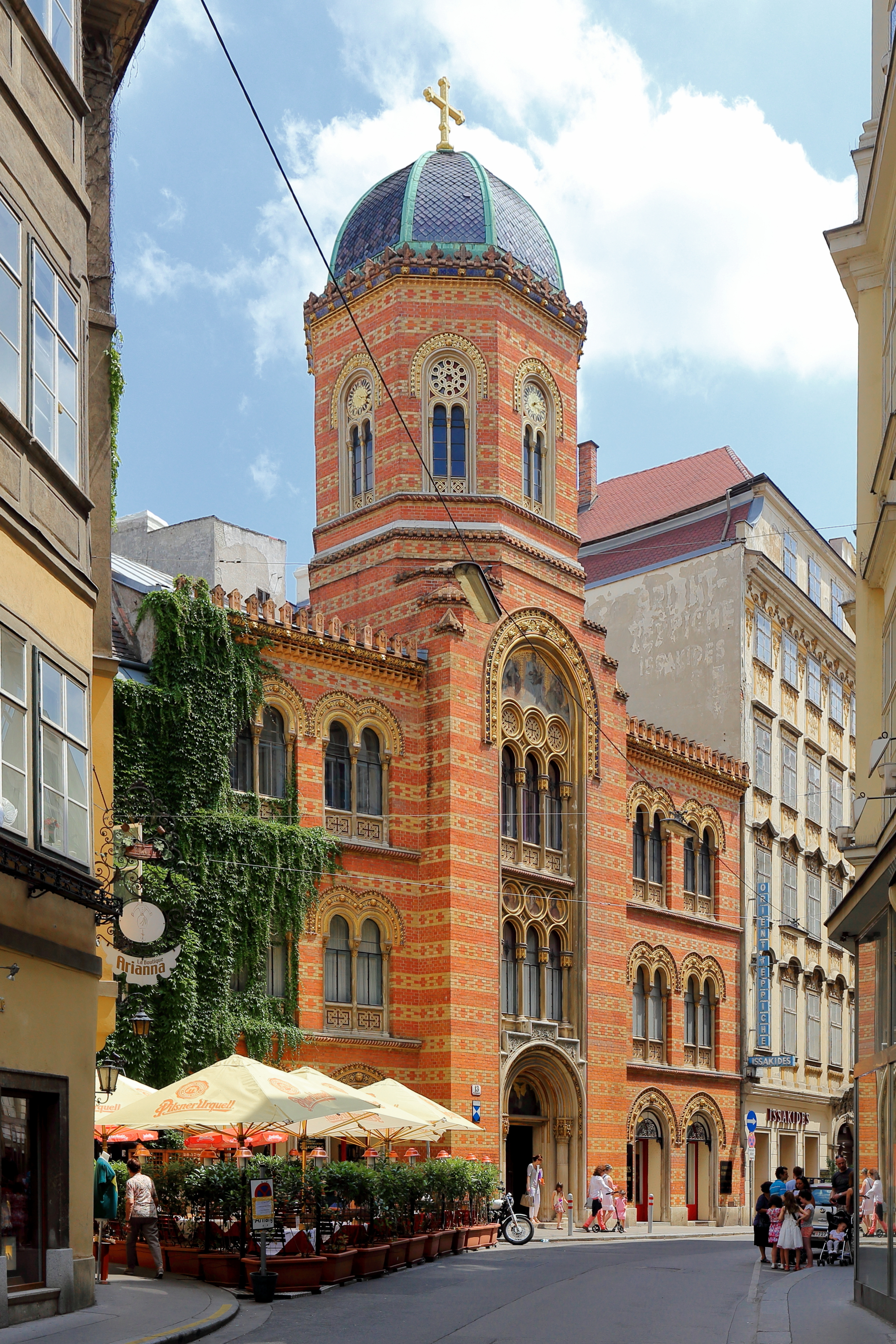
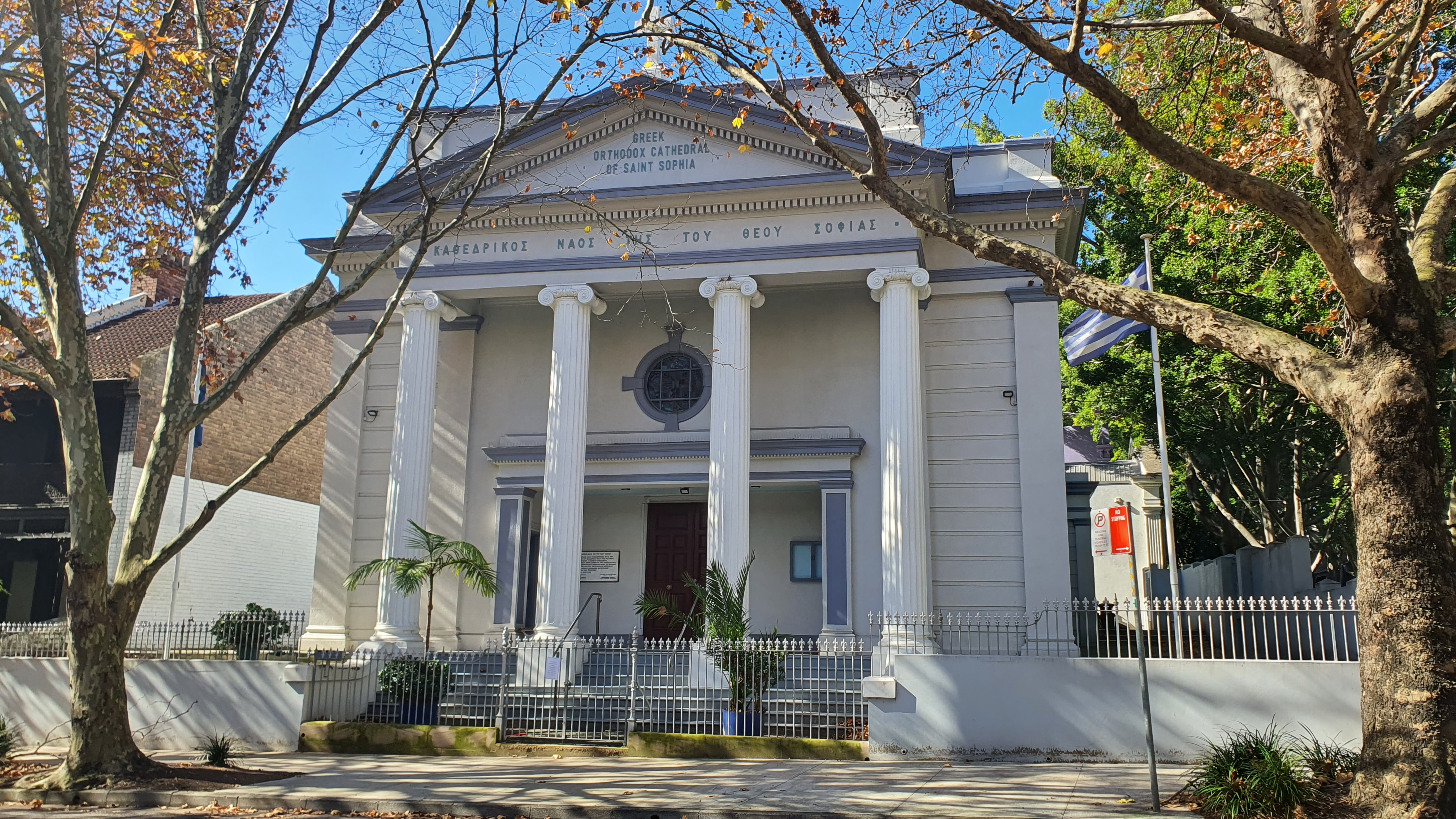
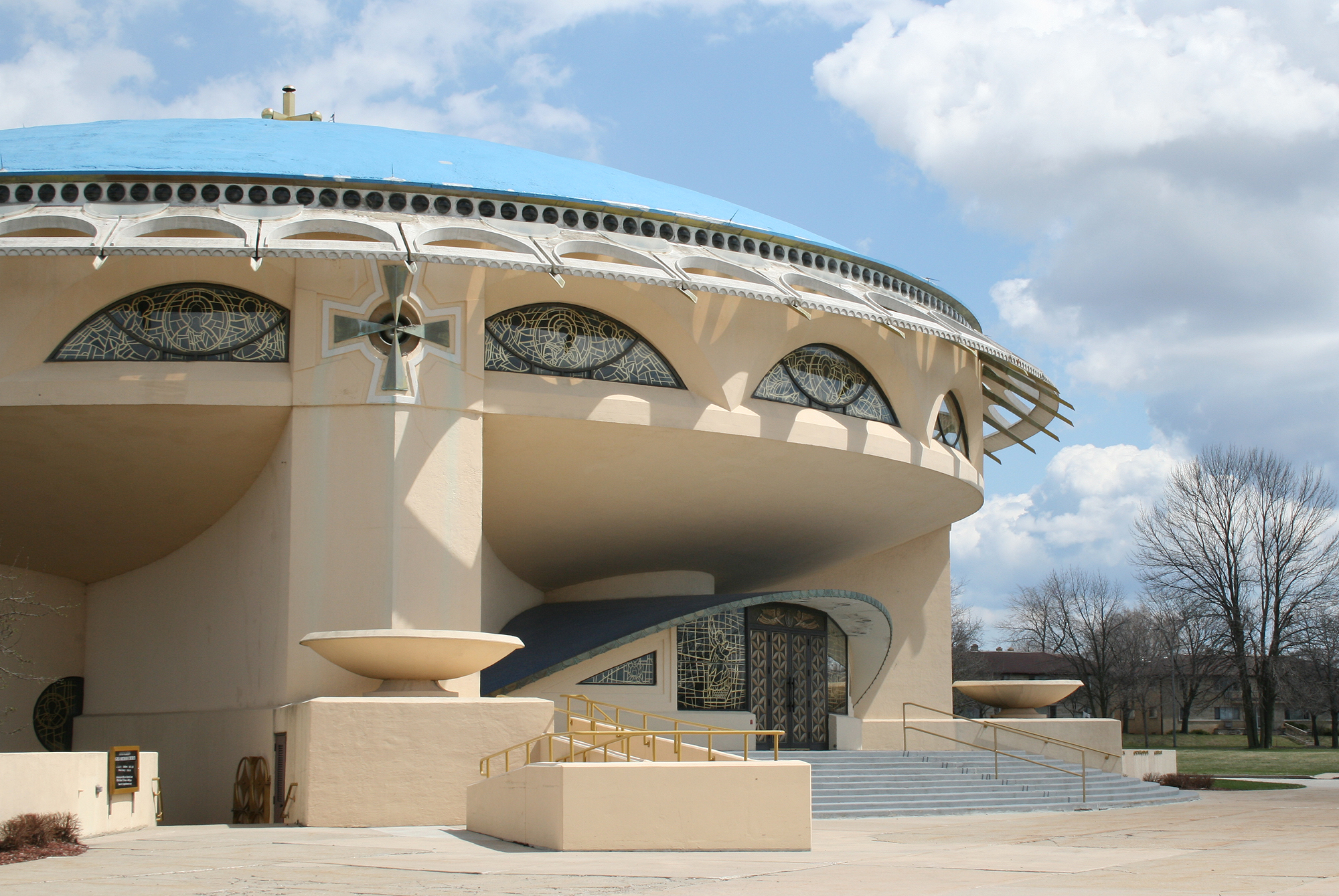
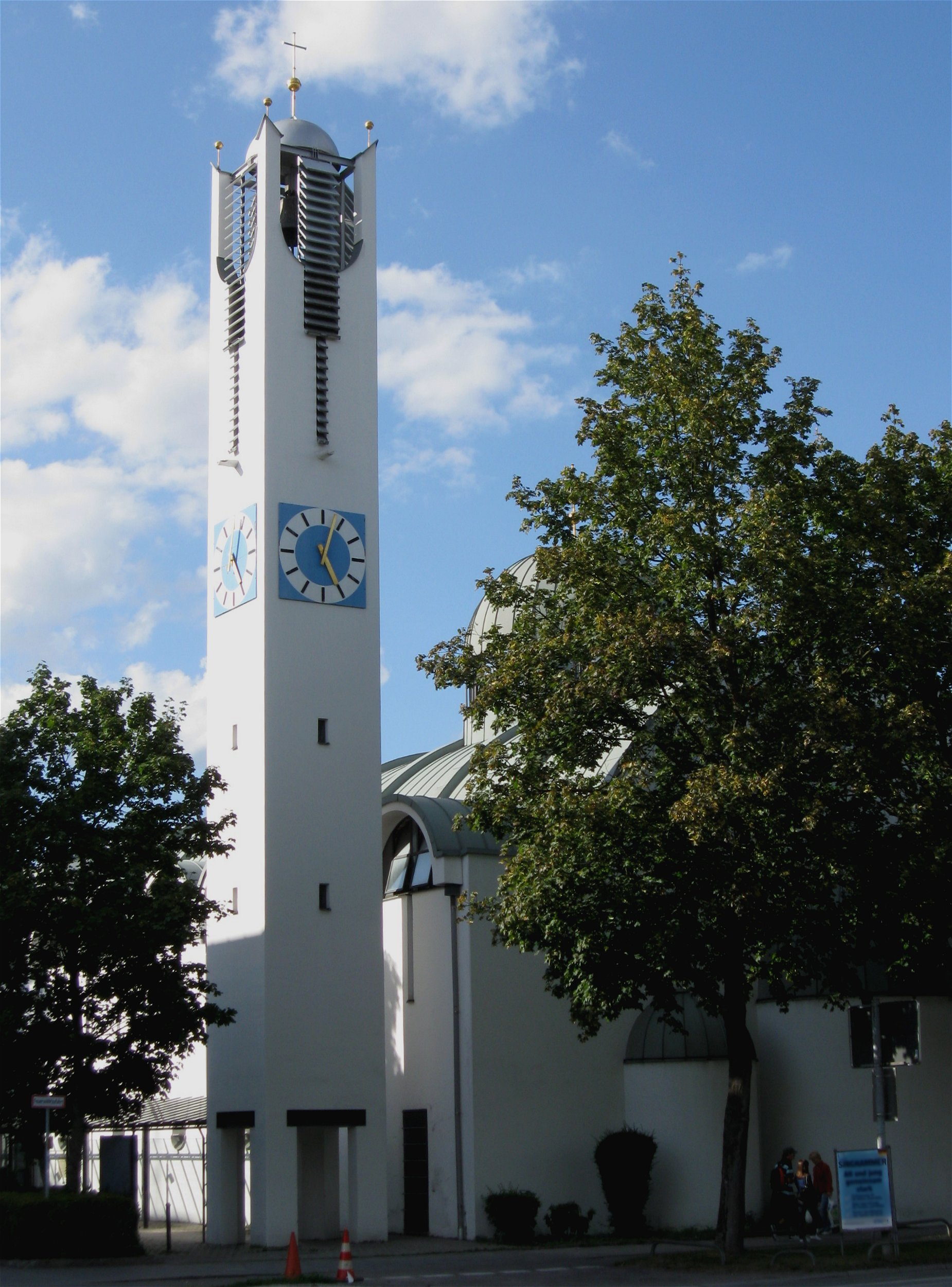
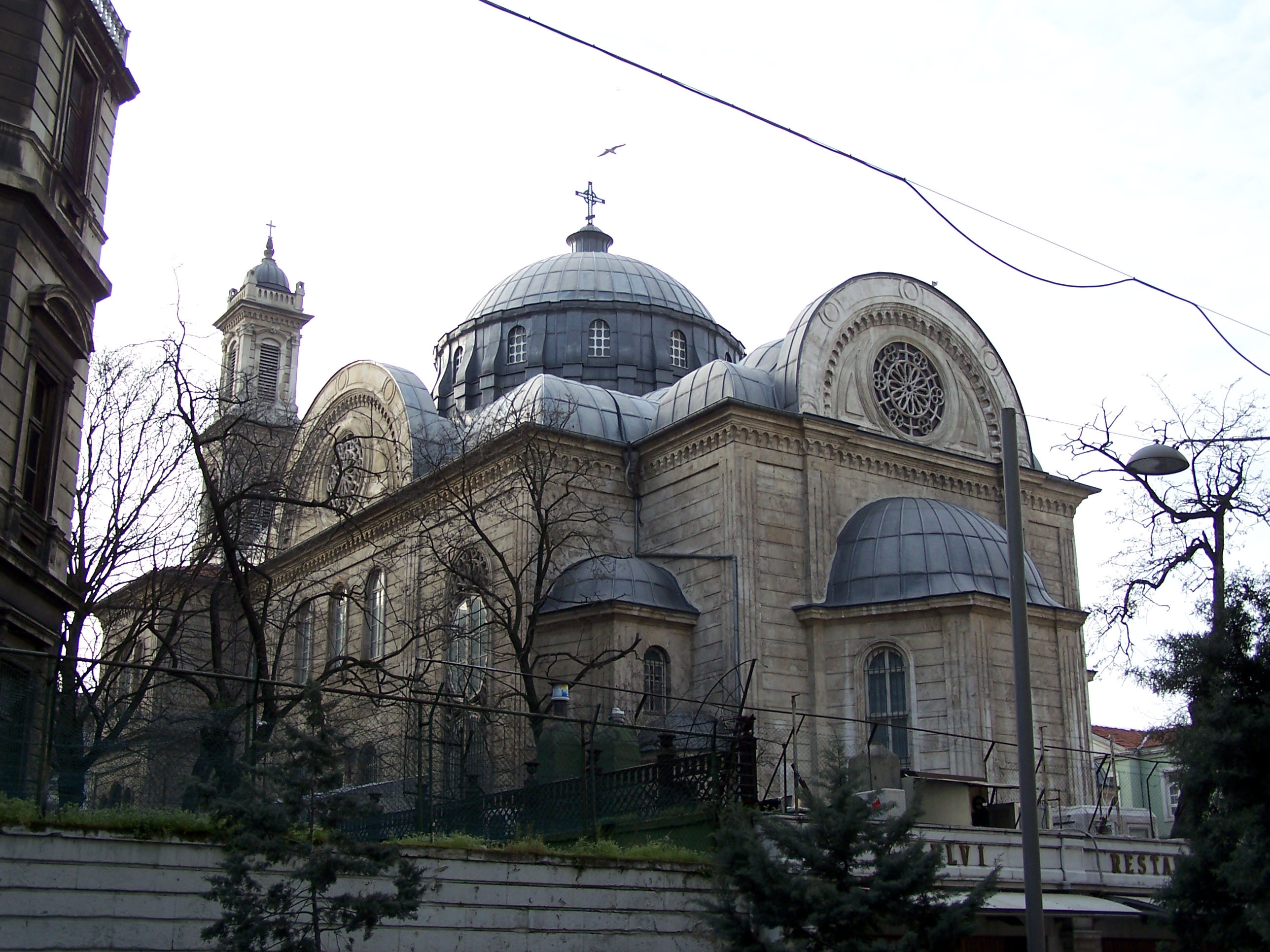